# Sulzburg
Sulzburg ist eine Kleinstadt im Landkreis Breisgau-Hochschwarzwald im Südwesten von Baden-Württemberg.

## Geographie

### Geographische Lage
Sulzburg (315 bis 1114 m am Sirnitzkopf) liegt im Markgräflerland am Rande der Oberrheinebene, 22 km südlich der Universitätsstadt Freiburg im Breisgau und 48 km nördlich von Basel. Es wird in Ost-West-Richtung vom Sulzbach durchflossen, nördlich und südlich von Weinbergen umrahmt. Im Osten gehen die Weinberge nahtlos in den Hochschwarzwald über. Hausberg ist der nicht mehr zum Stadtgebiet gehörende Belchen im Schwarzwald (1414 Meter, dritthöchster Schwarzwaldberg).
Von Sulzburg aus fließt der Sulzbach durch Heitersheim und weiter in Richtung Rhein, wo sein Wasser mit dem der einmündenden Bäche Ehebach und Eschbach in den Schottern der Niederterrasse bzw. in der Rheinaue versickert.

### Nachbargemeinden
An Sulzburg grenzen die folgenden Gemeinden, die alle im Landkreis Breisgau-Hochschwarzwald liegen (im Uhrzeigersinn von Norden): Ballrechten-Dottingen, Staufen im Breisgau, Münstertal/Schwarzwald, Müllheim, Badenweiler und Buggingen.

### Ortsteile

Karte des südlichen Teils der Markgrafschaft Baden um 1556

Der Sulzburger Ortsteil Laufen ist ein Weinort mit etwa 800 Einwohnern im Markgräflerland und liegt etwa 20 km südlich von Freiburg im Breisgau zwischen Staufen und Müllheim

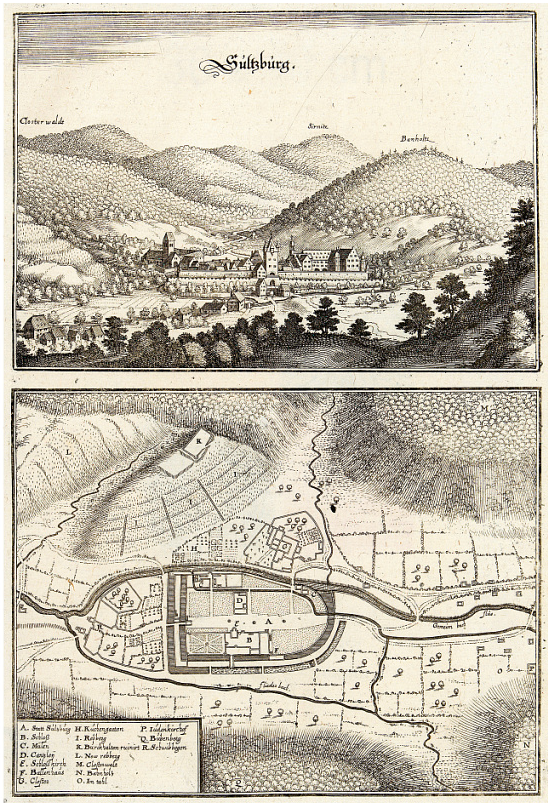
Matthäus Merian d. Ä., Sulzburg im Schwarzwald, 1643

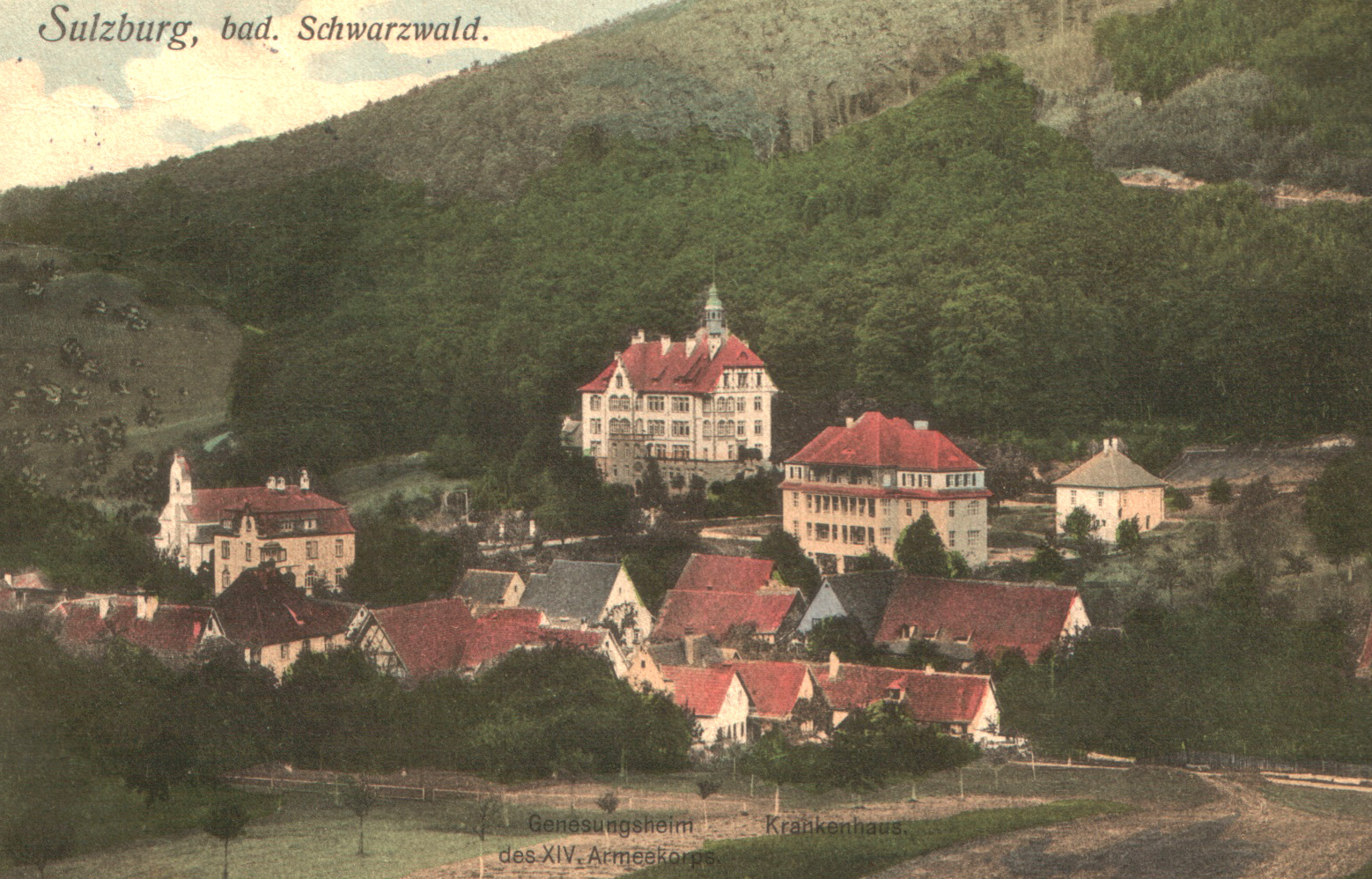
Sulzburg um 1919

Urkundlich erschien Laufen erstmals im Jahr 820 als Laufin. Ortsvorsteher ist Roland Nussbaumer (2024).
Ein weiterer Teilort ist St. Ilgen, ein kleines Dorf westlich von Laufen, mit dem es bis zur Eingemeindung beider Orte nach Sulzburg im Jahr 1974 verwaltungsmäßig verbunden war.

## Geschichte
Im Jahr 847 wurde Sulzburg im Lorscher Codex anlässlich einer Schenkung an das Kloster Lorsch erstmals unter dem Namen Sulzibergeheim erwähnt. 1008 erhielt der Ort von König Heinrich II. das Marktrecht. Die abgegangene Üsenberger-Burg bzw. Burg Sulzburg auf dem Sulzburger Schlössleberg (Schlossberg) beim Klosterwald wurde vermutlich in der zweiten Hälfte des 12. Jahrhunderts zum Schutz des Bergbaus errichtet. Um 1280 werden in Urkunden erstmals cives de Sulzberch, also Stadtbürger erwähnt, so dass um diese Zeit der Ort das Stadtrecht erhalten haben dürfte.
Von 1008 bis 1523 unterhielt das Benediktiner-Kloster St. Blasien in Sulzburg ein Frauenkloster.
Im Jahr 1503 kam das Markgräflerland mit Badenweiler, unter dessen Herrschaft Sulzburg stand, durch Vererbung an die Markgrafschaft Baden unter Christoph I. und somit lag Sulzburg bis Anfang des 19. Jahrhunderts auch im Schwäbischen Reichskreis. Nach dessen Tod gingen die Güter durch Erbschaft eines Teils der Markgrafschaft Baden im Jahr 1515 an seinen Sohn Markgraf Ernst I. über, der Sulzburg zur Residenz seiner Herrschaften im badischen Oberland (Badenweiler, Rötteln, Sausenberg) machte und das Schloss errichtete. 1535 verlegte Ernst I. seine Residenz nach Pforzheim, wo nach dem Tod seines Bruders Philipp der Schwerpunkt seiner Markgrafschaft lag. Sulzburg wurde nochmals Residenzstadt eines Teilgebiets der Markgrafschaft Baden-Durlach, als Markgraf Georg Friedrich 1599 bis 1604 seinen Sitz dorthin verlegte – er baute auch das Schloss weiter aus.
1556 wurde die Reformation in allen badischen Landesteilen eingeführt, so auch in Sulzburg. Während des Dreißigjährigen Krieges hatte auch Sulzburg zu leiden. Der seit dem Mittelalter blühende Silberbergbau kam völlig zum Erliegen, höchstens ein Viertel der Bevölkerung lebte am Ende des Krieges noch in der Stadt.
1821/22 wurde die noch bestehende Synagoge erbaut. 1835 wurde an Stelle der baufällig gewordenen Schlosskirche die Stadtkirche nach Plänen von Heinrich Hübsch erbaut.
1832 wurde der Bergbau eingestellt.
1894 erhielt Sulzburg mit dem Bau der Bahnstrecke von Bad Krozingen über Staufen einen Eisenbahnanschluss. Der Teilabschnitt der Münstertalbahn nach Sulzburg wurde 1969 für den Personenverkehr und 1973 für den Güterverkehr stillgelegt.

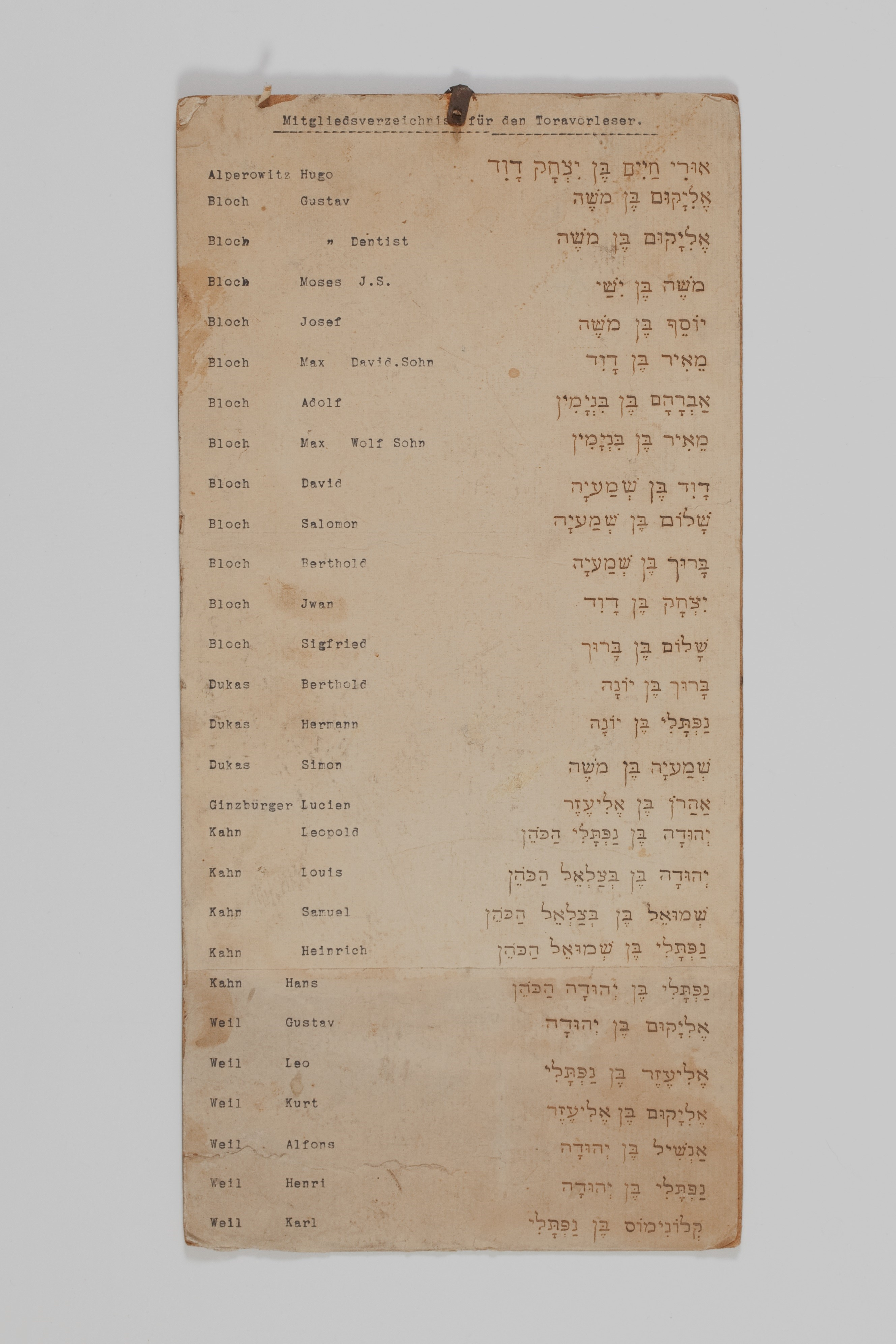
Namensliste der (jüdischen) Gemeindemitglieder für den Aufruf zur Tora, Sulzburg, 1930er, in der Sammlung des Jüdischen Museums der Schweiz.

1959 wurde das SOS-Kinderdorf Schwarzwald als zweites deutsches Kinderdorf eingeweiht. Am 1. Januar 1974 wurde die Gemeinde Laufen mit dem Ortsteil St. Ilgen nach Sulzburg eingemeindet. 1982 wurde in der ehemaligen Stadtkirche das Landesbergbaumuseum Baden-Württemberg eröffnet. 2003 wurde die Partnerschaft mit der flächen- und einwohnermäßig in etwa gleichkommenden Weinbaugemeinde La Morra im italienischen Piemont begründet.
Zur abgegangenen Burg auf dem Castellberg und zum Castellberg selbst siehe Burgrest Kastelberg

### Jüdische Besiedelung
Um 1500 erhielten die ersten Juden kaiserliche Schutzbriefe und damit das Niederlassungsrecht in Sulzburg. Damals legten sie einen Friedhof an. Seit dem Mittelalter existierte in Sulzburg eine bedeutende jüdische Gemeinde. 1864 lebten in Sulzburg 416 Juden, das waren über 32 % der Bevölkerung, ein Höchststand. Die Juden, die vor den Nationalsozialisten nicht geflohen waren, wurden am 22. Oktober 1940 während der Wagner-Bürckel-Aktion in das Internierungslager Gurs im Südwesten Frankreichs deportiert, wo viele aufgrund der schwierigen Bedingungen umkamen oder von dort in die Vernichtungslager nach Polen gebracht wurden.

## Politik

### Gemeinderat
Die Kommunalwahl am 9. Juni 2024 führte bei einer Wahlbeteiligung von 74,3 % (+ 5,2) zu folgendem Ergebnis:
| Partei / Liste | Stimmenanteil | +/− %P  | Sitze | +/− |
| CDU            | 37,9 %        | − 3,2   | 4     | − 1 |
| Grüne          | 20,7 %        | + 3,3   | 3     | + 1 |
| Mitbürgerliste | 16,5 %        | + 4,5   | 2     | + 1 |
| Freie Liste    | 16,4 %        | + 10,20 | 2     | + 1 |
| SPD            | 08,3 %        | + 8,3   | 1     | + 1 |

Die Liste Bürgerwille (2019: 23,1 %, 3 Sitze) war zur Wahl 2024 nicht angetreten.

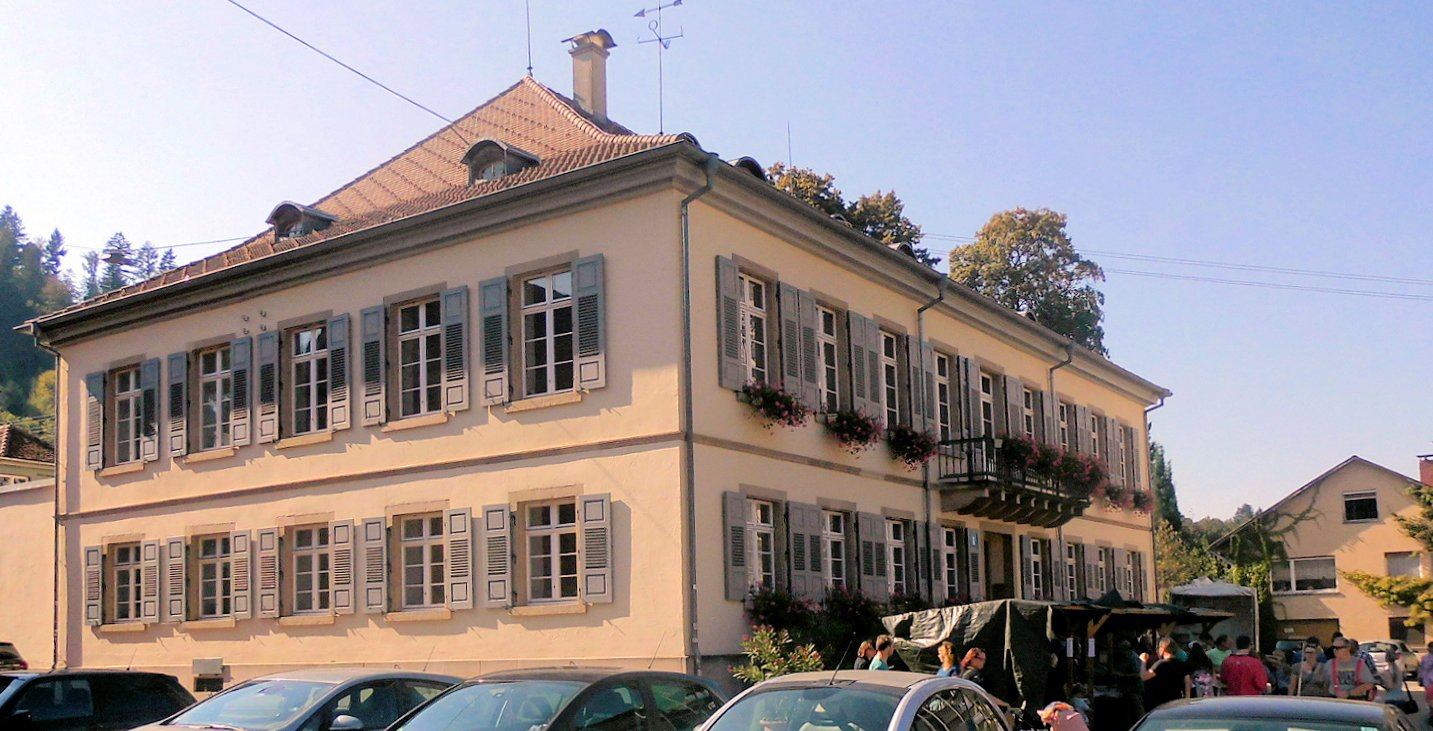
Rathaus Sulzburg

### Bürgermeister
Von 1989 bis 2013 war Peter Wehrle Bürgermeister von Sulzburg. Er wurde durch Wahlen 1997 und 2005 in seinem Amt bestätigt.
Bei den Bürgermeisterwahlen 2013 wurde Dirk Blens (CDU) mit großer Mehrheit zum neuen Bürgermeister gewählt. Bei der Bürgermeisterwahl am 14. März 2021 wurde er mit 56,08 % der gültigen Stimmen im Amt bestätigt.

### Wappen
| | Blasonierung: „In Blau auf silbernem (weißem) Gebirge mit schwarzem Stollenmundloch sitzend ein silbern (weiß) gekleideter Engel mit erhobener Rechter und schwarzem Kreuz über dem Kopf, rechts davor ein nach links schreitender, silbern (weiß) gekleideter Bergmann mit brennender silberner (weißer) Fackel in der Linken, mit der Rechten eine silberne (weiße) Keilhaue schulternd, über ihm ein goldener (gelber) Stern.“ |
| Die Stadtsiegel zeigten von Anfang an (ab 1283) den zur Arbeit schreitenden Bergmann und den segnenden Engel („Bergsegen“) und dokumentierten damit die große Bedeutung des Bergbaus (Silber und Blei) für die Stadt. | |

### Verwaltung
Sulzburg gehört dem Gemeindeverwaltungsverband Müllheim-Badenweiler mit Sitz in Müllheim an; weitere Mitglieder sind die Stadt Müllheim sowie Gemeinden Auggen, Badenweiler und Buggingen.

### Städtepartnerschaften
Sulzburg unterhält seit 2003 partnerschaftliche Beziehungen zu La Morra im Piemont, Italien.

## Religion
Mit Stand 13. Januar 2022 waren von den 2813 Einwohnern 23,6 % (665) römisch-katholisch, 35,0 % (984) evangelisch und 41,4 % (1164) waren konfessionslos oder gehörten einer anderen Glaubensgemeinschaft an.

## Kultur und Sehenswürdigkeiten
Die gesamte Altstadt ist als Gesamtanlage Altstadt Sulzburg ein eingetragenes Kulturdenkmal.

### Bedeutende Bauwerke

#### Ehemaliges Schloss
Vom ehemaligen markgräflichen Schloss, das unter Markgraf Ernst I. von Baden-Durlach ab 1527 erbaut und unter Markgraf Georg Friedrich von Baden-Durlach ab 1599 erweitert wurde, sind der am Marktplatz befindliche Saal- und Marstallbau sowie ein im Kurpark gelegener Treppenturm des Hauptgebäudes erhalten.

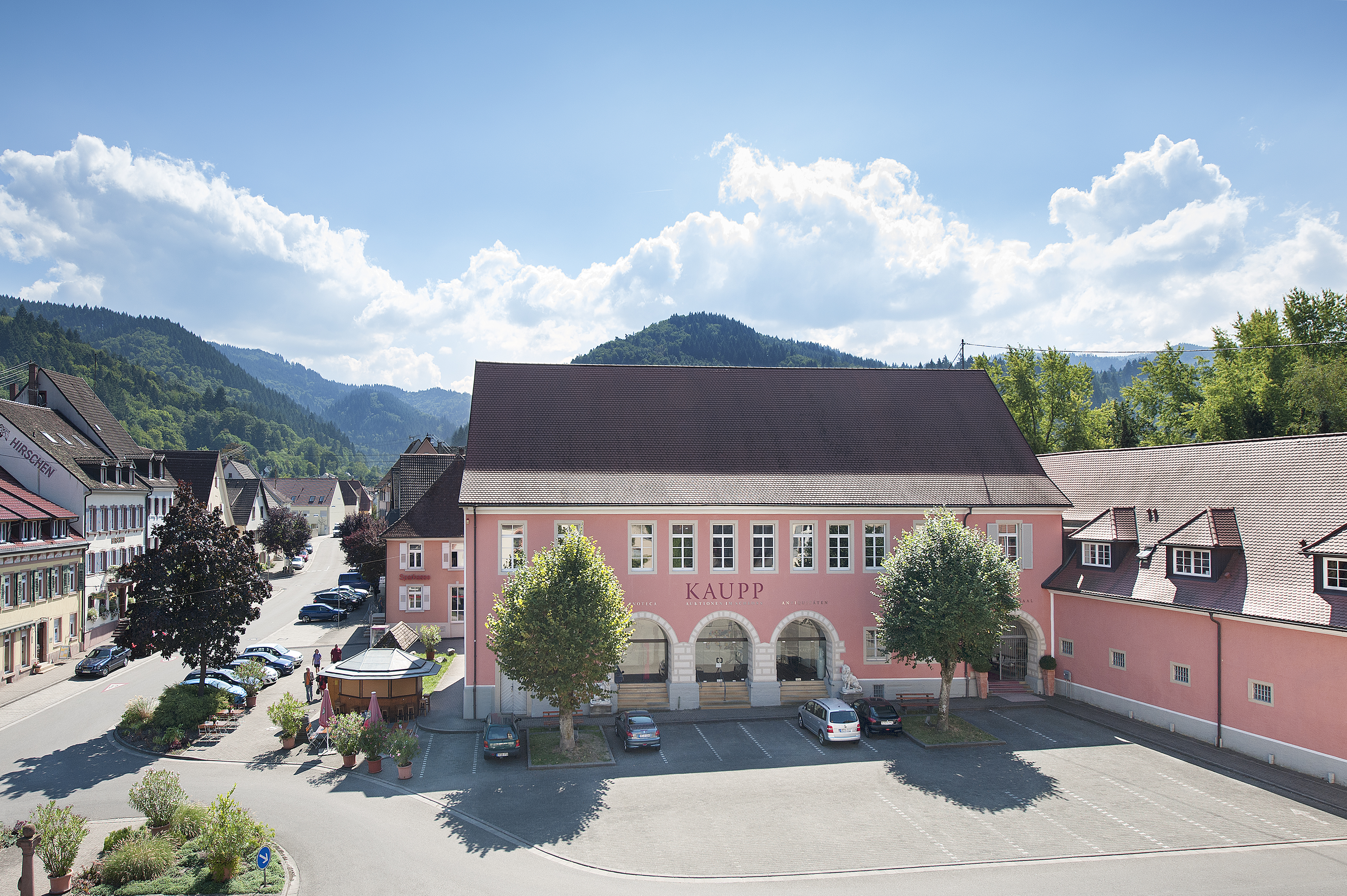
Schloss Sulzburg

Die markgräfliche Residenz erstreckte sich ursprünglich auf einer Länge von 180 m und einer Breite von 42 m im Zentrum der Stadt. Sie bestand im 16./17. Jahrhundert aus einem Wohn- bzw. Repräsentationstrakt (zerstört, heute Standort des Rathauses), Saalbau (heute Auktionshaus Kaupp), Marstallbau, Ballhaus (1922 abgerissen), Schlosskirche (1600–1610 erbaut, im 19. Jh. durch die ehemalige evangelische Stadtkirche ersetzt) sowie einem Schlosspark (heute Kurgarten). Ein Druck von Matthäus Merian d. Ä. (1643) zeigt eine ummauerte Spätrenaissance-Anlage mit teils Staffelgiebeln und polygonalen Treppentürmen um einen Schlosshof, an den das Hauptgebäude, der durch seine Arkaden gut identifizierbare Saalbau mit repräsentativem Festsaal, sowie die Schlosskirche angrenzten.
Vermutlich bereits im Dreißigjährigen Krieg brannte das Hauptgebäude ab. Weitere Schäden erfuhr die markgräfliche Residenz während der Erbfolgekriege im späten 17. und beginnenden 18. Jahrhundert. Um 1800 wurde der ruinöse Zustand der Schlosskirche beklagt. Während die Schlosskirche 1836 neu erbaut als Stadtpfarrkirche entstand, wurde schließlich das marode Ballhaus 1922 abgerissen. Mehrfach gab es im 18. Jahrhundert Planungen, das stark zerstörte Schloss wieder aufzubauen, was jedoch nicht geschah. Im Bodenbereich der ehemaligen Residenzgebäude werden noch Reste der zerstörten Bauteile vermutet.

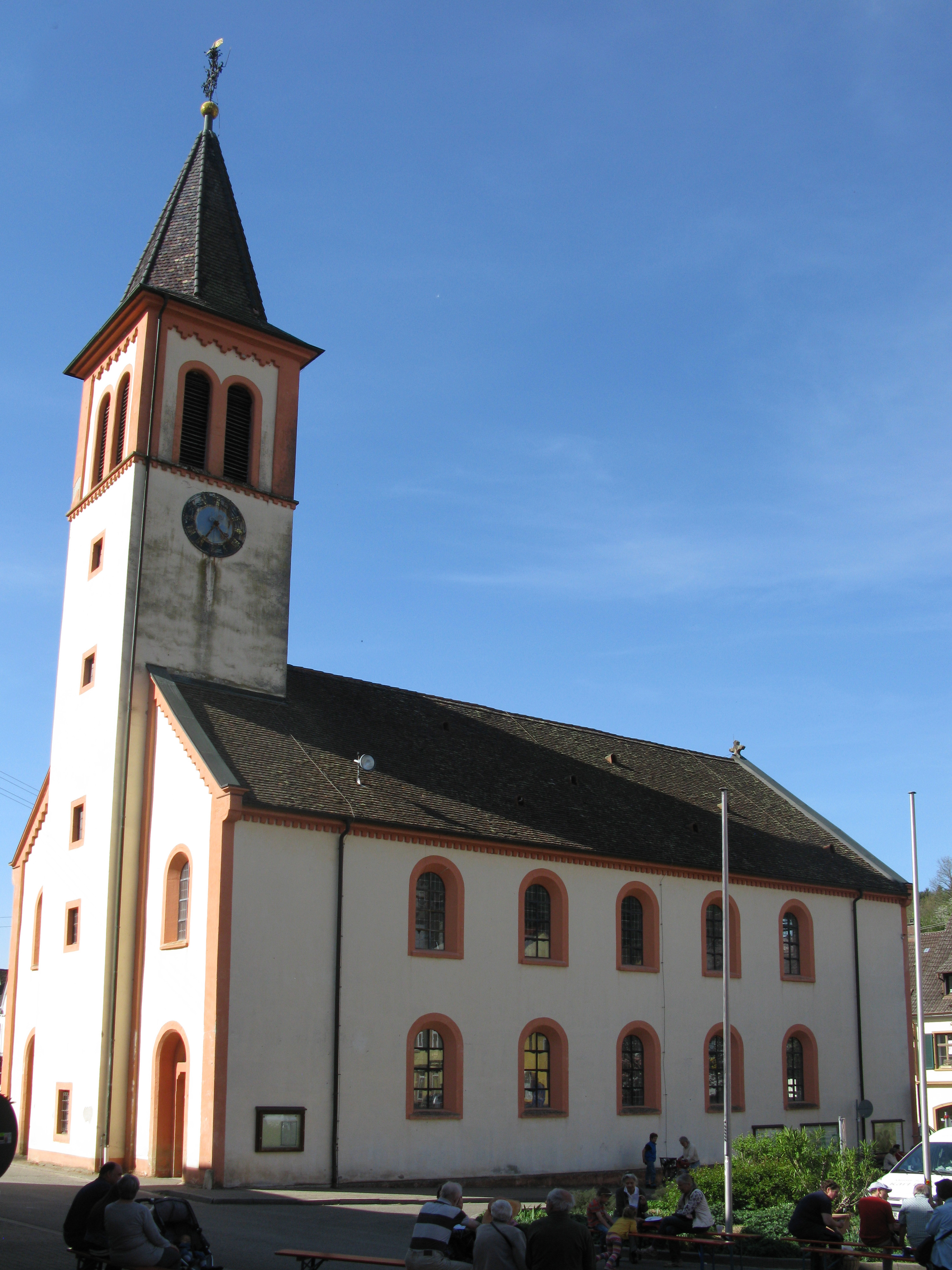
Ehemalige evang. Stadtkirche
(Bis Ende 2023 Landesbergbaumuseum Baden-Württemberg)

#### Ehemalige Stadtkirche
In der 1836 vom badischen Staatsbaumeister Heinrich Hübsch an der Stelle einer einstigen Schlosskapelle erstellten ehemaligen evangelischen Stadtkirche Sulzburg am Marktplatz befand sich bis 2023 das Landesbergbaumuseum Baden-Württemberg.
Nach dem aktuellen Gemeindeentwicklungskonzept zur Neuordnung und Attraktivitäts-Steigerung der Ortsmitte soll das Kirchengebäude nach Schließung im Herbst 2023 und späteren Umlagerung des Bergbaumuseums an die Gesellschaft Neue Mitte Sulzburg übertragen werden. Geplant ist hier nun ein multifunktionaler Treffpunkt für Bürger und Touristen.

#### Ehemalige Synagoge
Die klassizistische Synagoge von 1822 in der Gustav-Weil-Straße (früher Mühlbachstr.) hat die Novemberpogrome 1938 überstanden, wurde nach jahrzehntelangem Verfall auf Initiative der Anna-Hugo-Bloch-Stiftung in den 1980er Jahren restauriert und dient heute als Gedenkstätte und Veranstaltungsort. Sie ist ein Gebäude aus der Weinbrennerschule. Die Nähe zu den Nachbarhäusern rettete das Gebäude am 10. November 1938 vor der kompletten Zerstörung.

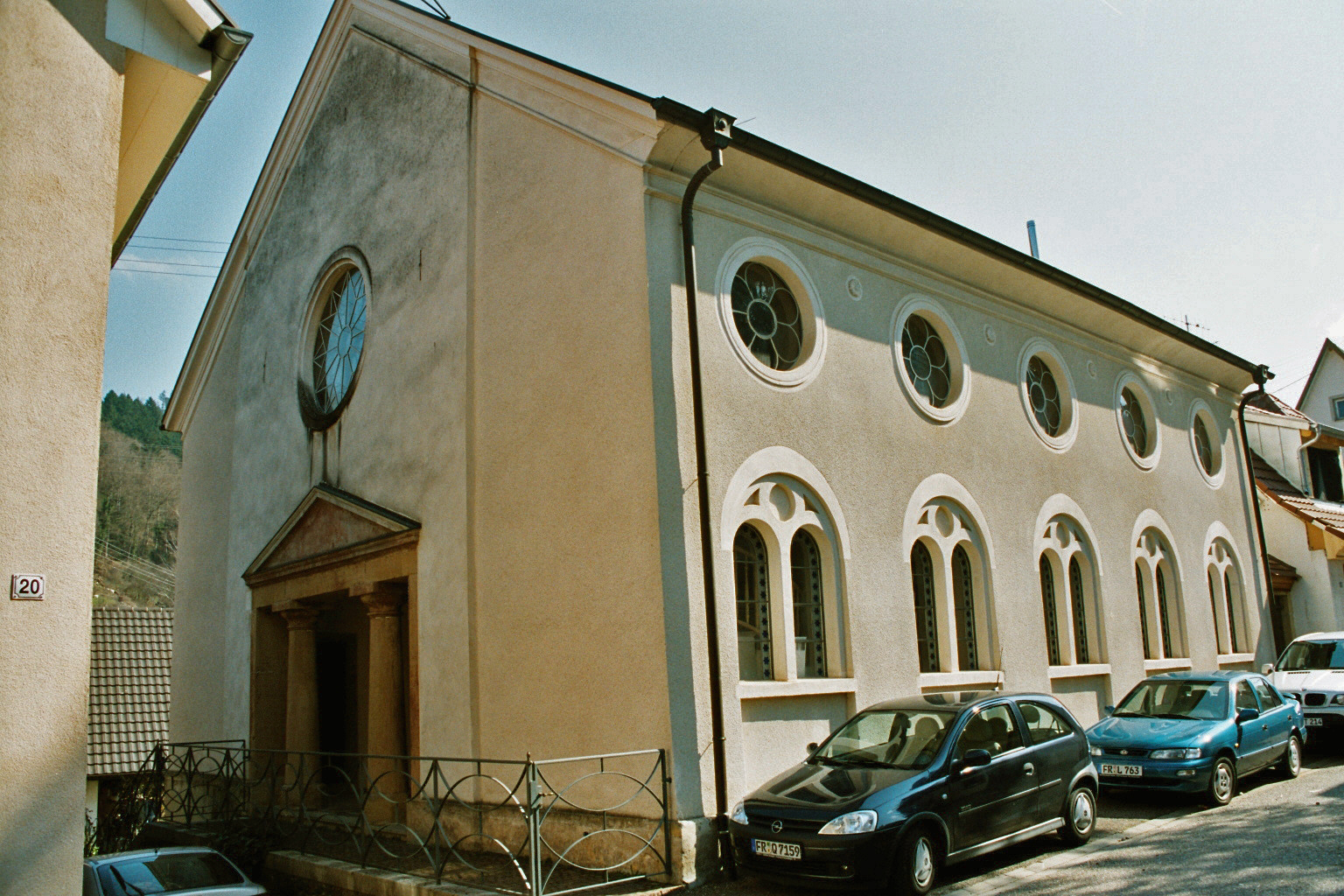
Ehemalige Synagoge

#### Jüdischer Friedhof
Der jüdische Friedhof Sulzburgs ist seit etwa 1730 in Benutzung und ist erhalten geblieben. Er liegt am südöstlichen Ortsende. Seit 1970 erinnert dort ein Mahnmal an die Opfer der Shoa. Der Lyriker Peter Huchel beschrieb zwei Besuche auf dem Friedhof 1925 und 1973.

#### Klosterkirche St. Cyriak

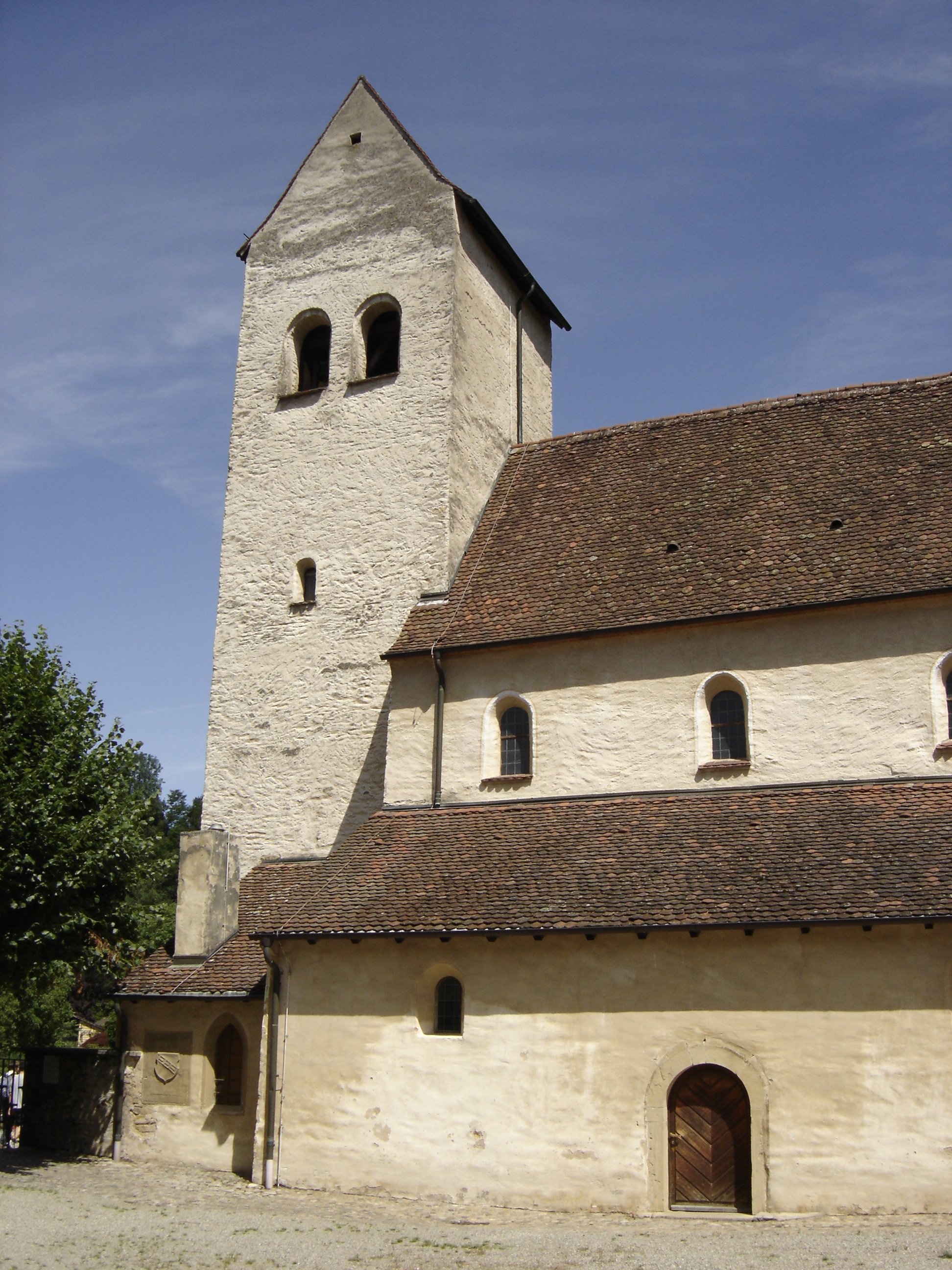
St. Cyriak

Die im Jahr 993 zu Ehren des frührömischen Märtyrers St. Cyriacus geweihte Basilika, heute evangelische Klosterkirche St. Cyriak mit romanischen Rundbögen ist ein bedeutendes Beispiel frühromanischer Architektur in Deutschland. Sie wurde zunächst als Kanoniker-Stift erbaut. und nach der Vergabe an das Bistum Basel wurde von Benediktinerinnen bewohnt. Der Kirchturm stammt aus dem 11. Jahrhundert; er gilt als der ältest erhaltene in Südwestdeutschland. Forschungen belegen, dass Teile der Balkenkonstruktion von einem Baum stammen, der im Winter 996 gefällt wurde. Die Vorhalle stammt aus dem Jahr 1309, die Holzdecke wurde 1510 gefertigt. Die letzte Renovierung der Kirche erfolgte 1964. Es finden sich bescheidene ornamentale Malerei und Reste alter Fresken. Von der ehemaligen Bemalung der Kirche ist nicht mehr viel erhalten, am interessantesten ist vielleicht die Säulen-Krypta mit vermutlich römischer Spolie.

#### St. Ägidius (St. Ilgen)
Die frühgotische Kirche St. Ägidius in St. Ilgen wurde 1877 als „bei weitem die Schönste im ganzen Umkreis“ bezeichnet: In ihr steht eine denkmalgeschützte, weitgehend original erhaltene Orgel mit einem Gehäuse von etwa 1720, eines der ältesten im Markgräflerland, zudem das einzige Zeugnis der Werkstatt des Sulzburger Orgelbauers Sebastian Fichslin (Füchslin). Das Instrument ist ein ebenfalls fast einmaliges Relikt des Orgelbauers Xaver Bernauer aus Staufen im Breisgau von 1800.

### Regelmäßige Veranstaltungen
Als Teil der alemannischen Fastnacht findet hier jährlich am Ende der Fastnachtszeit die Bauernfasnacht (Burefasnet) statt. Dazu gehört am „Funkensonntag“, dem ersten Sonntag nach Aschermittwoch, wie in anderen umliegenden Gemeinden der regionale Brauch des Scheibenfeuers.

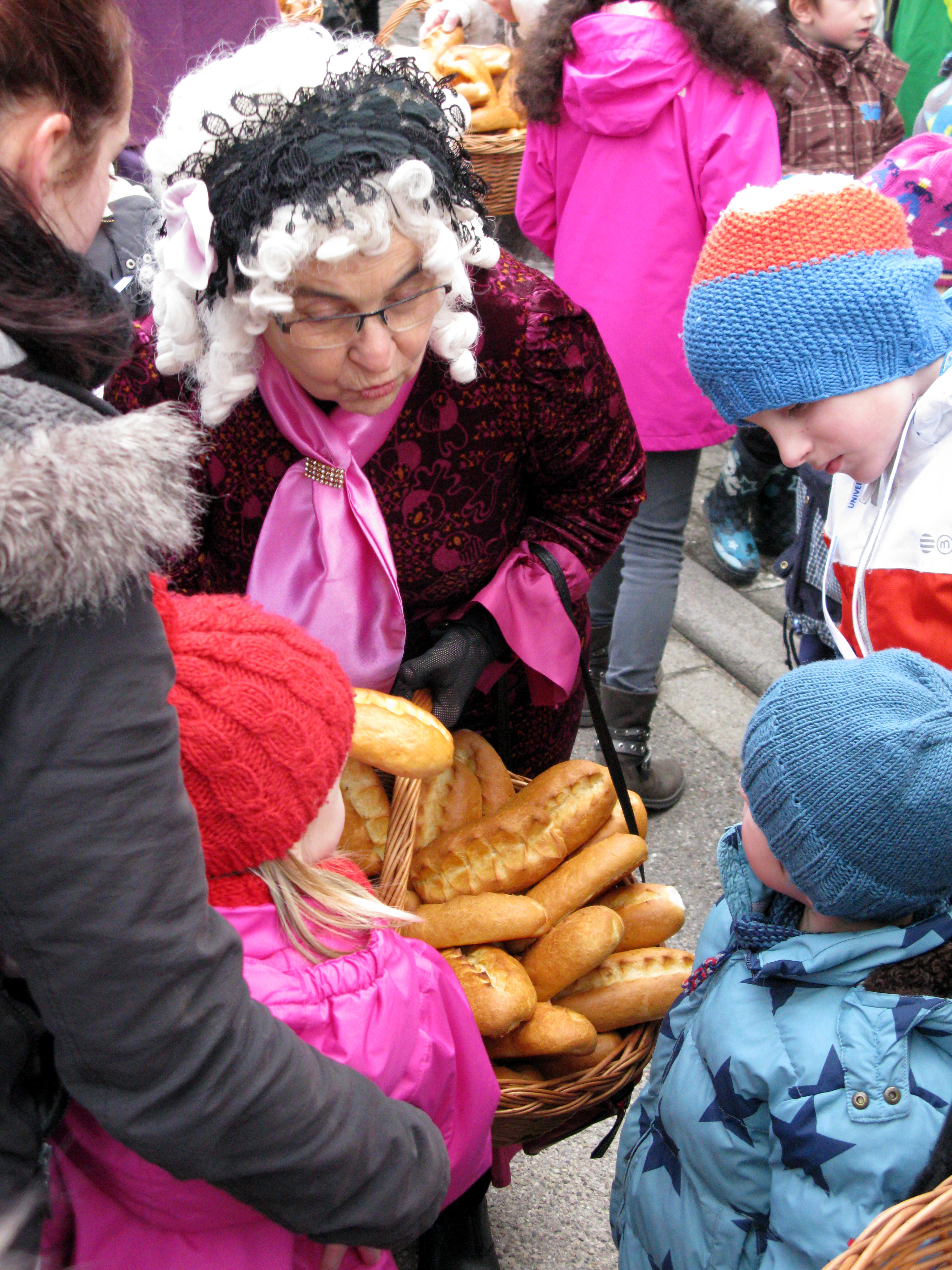
Weckensonntag in Sulzburg

Am Sonntag Laetare wird zu Ehren der Markgräfin Katharina Barbara von Baden-Durlach (1650–1733), die einige Jahre im Schloss Sulzburg gelebt hat, der Weckensonntag gefeiert. Sie stiftete eine Armenapotheke, aus der Arme und Kranke unentgeltlich Medikamente erhielten. Für mittellose Schüler wurden im 18. Jahrhundert Wecken und Brezeln gestiftet. Aus dieser Verteilung, die der Überlieferung nach erstmals 1715 stattfand, entwickelte sich der Brauch des Weckensonntags, mit einem Umzug in historischen Kostümen.
Am ersten Oktoberwochenende finden seit 1991 jährlich die so genannten Ateliertage statt. Seit Mitte der 1990er Jahre findet alljährlich am Pfingstwochenende ein dreitägiger Kunsthandwerkermarkt statt.

## Wirtschaft und Infrastruktur

### Wirtschaft
Wichtigster Arbeitgeber in Sulzburg ist die Hekatron Vertriebs GmbH, die Brandmeldeanlagen herstellt.
Laufen ist ein Weinort mit der Einzellage Altenberg. Die 1931 gegründete örtliche Winzergenossenschaft, die 150 Hektar bewirtschaftete, hat sich 2011 der Winzerkeller Auggener Schäf eG angeschlossen. Der Ort ist auch durch die Staudengärtnerei Gräfin von Zeppelin bekannt. Der Betrieb hat sich in seinen großflächigen Anlagen auf die Zucht von Iris (300 Sorten), Pfingstrosen (150 Sorten), Taglilien (250 Sorten) und Türkenmohn (20 Sorten) spezialisiert, die weltweit nachgefragt werden.

### Verkehr
Von 1894 bis 1969 war Sulzburg über die Münstertalbahn (nach Bad Krozingen) an das überregionale Schienennetz angebunden. Seither wird der ÖPNV durch eine Buslinie nach Staufen im Breisgau und Müllheim gewährleistet. Der Betrieb erfolgt durch die Südwestdeutsche Verkehrs AG.
Durch Laufen und St. Ilgen führt der Badische Weinradweg, der von Laudenbach über Heidelberg, Karlsruhe und Freiburg nach Basel führt und sieben der neuen badischen Weinanbaugebiete untereinander verbindet. Der Breisgauer Römerradweg führt von Riegel nach Badenweiler und verbindet St. Ilgen über Betberg mit Heitersheim und über Dattingen und Zunzingen mit Müllheim.
Sulzburg hat keinen Durchgangsverkehr, weil die öffentliche Straße am Wellnesshotel „Waldhotel Bad Sulzburg“, knapp vier Kilometer östlich der Ortsmitte, endet.

### Tourismus, Freizeit und Erholung

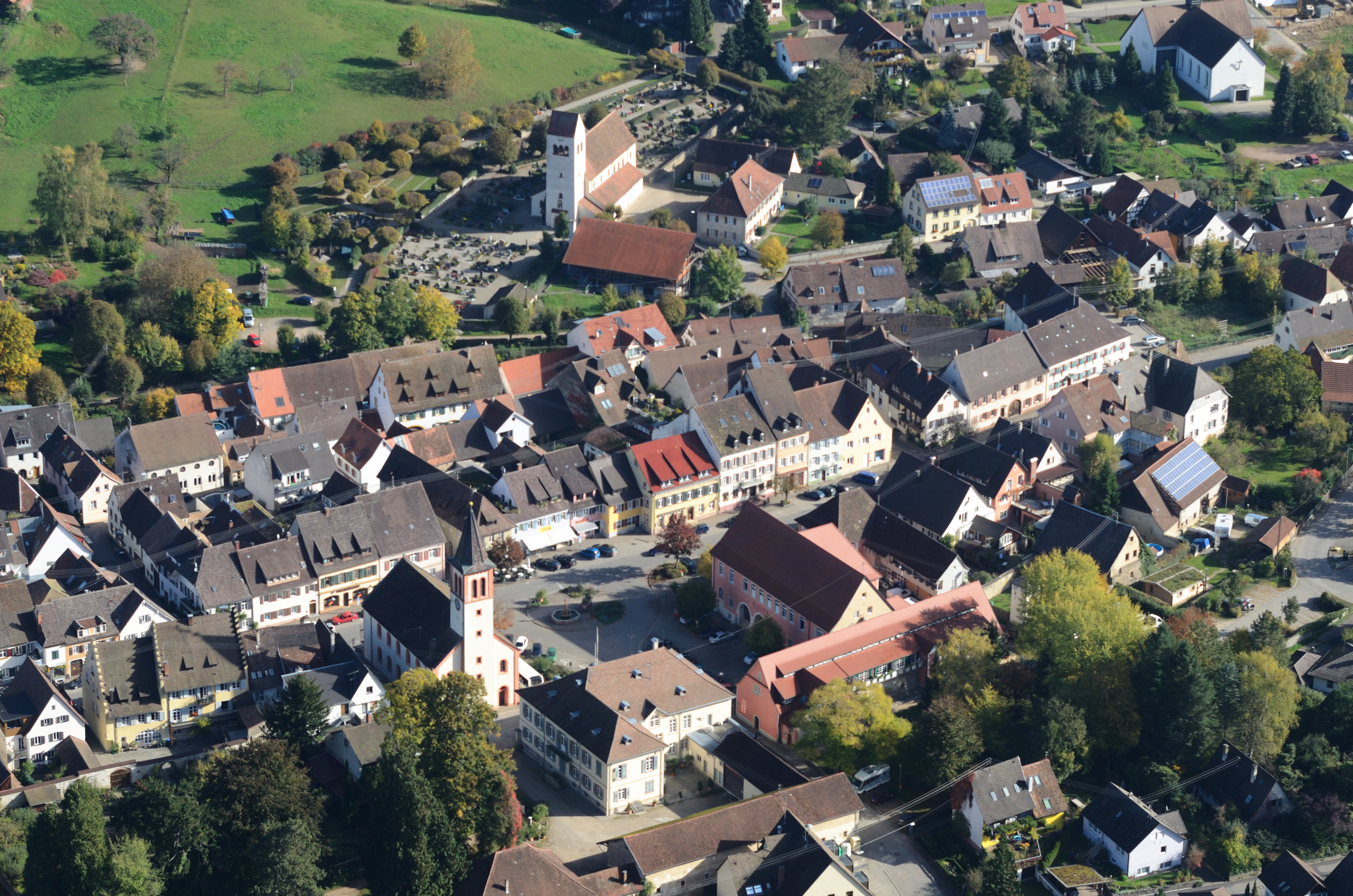
Luftbild von Sulzburg

Aufgrund seiner klimatisch begünstigten Lage am Rande des Hochschwarzwaldes im nach Westen offenen Sulzbachtal genießt Sulzburg einen hervorragenden Ruf als Naherholungsziel Freiburgs. Mehrere Beherbergungsbetriebe sowie zwei Campingplätze bieten Unterkünfte. Einer der Campingplätze verfügt über ein kleines, chlorfreies Gäste-Schwimmbad. Eine weitere Bademöglichkeit besteht im östlichen Ortsbereich in einer der Gemeinde gehörenden Badestelle, die seit den dreißiger Jahren in Betrieb ist und vom Wasser des Sulzbachs gespeist wird. Einen wesentlichen Anteil an der wirtschaftlichen Leistung hat der Tourismus allerdings nicht.
Sulzburg ist dem KONUS Verkehrskonzept, das im Schwarzwald eingeführt wurde, beigetreten. Die KONUS-Gästekarte ersetzte die seitherige Gästekarte und ermöglicht Touristen die kostenlose Nutzung von Bussen und Bahnen in den neun Verkehrsverbünden der Ferienregion Schwarzwald und somit die Möglichkeit eines Fahrens mit dem Nahverkehr zwischen Sulzburg und z. B. Pforzheim, Villingen oder Basel SBB nur mittels Vorweisen von Gästekarte und Personalausweis/Reisepass.
Neben klassischem Wandern erfreut sich in letzter Zeit das Mountainbiken rund um Sulzburg zunehmender Beliebtheit. Insbesondere ambitionierte Radsportler werden durch die Herausforderungen von Touren im nahen Schwarzwald mit Höhenunterschieden von über 1000 m angezogen. Etwas umstritten ist dieser Sport in Bezug auf den Naturschutz. Entsprechende Richtlinien im Südschwarzwald werden nicht immer eingehalten. Aus diesem Grund kommt es auch immer wieder zu Konflikten zwischen Wanderern und Mountainbikern, da das Befahren von Waldwegen, die schmaler als zwei Meter sind, in Baden-Württemberg gemäß § 37 LWaldG, Abs. 3 verboten ist. Überregional bekannt ist der historische Wanderweg Bettlerpfad von Merzhausen/Freiburg nach Badenweiler, der im westlichen Ortsbereich das Sulzbachtal quert.
Das von Douce Steiner geführte Restaurant „Zum Hirschen“ wurde vom Guide Michelin 2009 mit einem Stern ausgezeichnet, Ende 2012 kam noch ein weiterer hinzu. Im Jahr 2023 erhielt Douce Steiner als erste Frau die Auszeichnung als "Köchin des Jahres" des Restaurantführers Gault&Millau.

## Persönlichkeiten

### In Sulzburg geboren

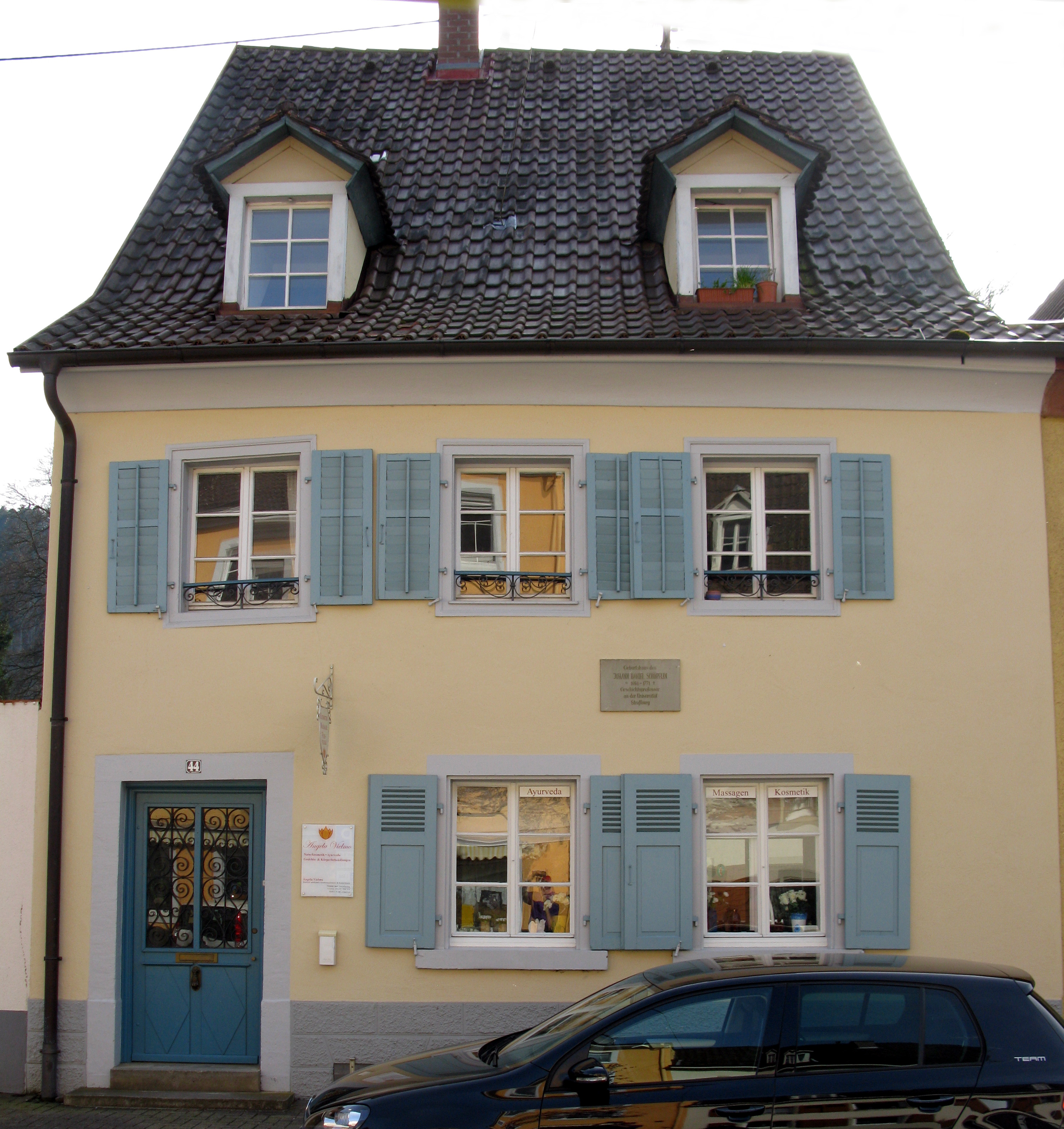
Geburtshaus von Johann Daniel Schöpflin

- 1594, 6. Juli, Friedrich V., † 8. September 1659 in Durlach, Markgraf von Baden-Durlach (1622–1659)
- 1603, 26. Juni, Friedrich Schenck von Winterstädt, † 1659 in Acken, Staatsmann
- 1636, 25. Dezember, Johannes Fecht, † 5. Mai 1716 in Rostock, Generalsuperintendent und Professor in Baden-Durlach, ab 1690 lutherischer Theologieprofessor in Rostock
- 1694, 6. September, Johann Daniel Schöpflin, † 7. August 1771 in Straßburg, Professor der Geschichte, Beredsamkeit und Staatsrechtslehre an der Universität Straßburg
- 1808, 25. April, Gustav Weil, † 1889 in Freiburg im Breisgau, Orientalist, erster jüdischer Professor in Deutschland
- 1825, 19. November, Herman Kiefer, † 1911 in Detroit, Mediziner, Politiker und Diplomat
- 1843, 26. April, Ernst Leitz, † 1920 in Solothurn, Gründer der Ernst Leitz Optische Werke Wetzlar
- 1886, 30. März, Eugen Bruchsaler, † nach 11. September 1942 im Vernichtungslager Auschwitz, Kaufmann und Unternehmer
- 1892, 3. April, Adolf Riedlin, † 1969 in Freiburg im Breisgau, Maler, Wegbereiter der abstrakten Malerei (* im Ortsteil Laufen)
- 1896, 17. Oktober, Helen Dukas, † 1982 in Princeton, Sekretärin und Nachlassverwalterin von Albert Einstein und dessen Biographin
- 1923, 26. Juni, Gerhard Haas, † 16. Mai 2006 in Staufen im Breisgau, Zoologe und Autor, von 1967 bis 1988 Direktor des Zoologischen Gartens in Wuppertal
- 1925, Erich Bloch, † 2016 in Washington, Informatiker und Ingenieur, Direktor der amerikanischen National Science Foundation, Träger der National Medal of Technology and Innovation
- 1938, 16. Juni, Erich Sirrenberg, † 6. April 2025 in Bad Münster am Stein, Ingenieur und Hochschullehrer an der Fachhochschule Bingen
- 1950, 1. August, Dieter Puchta, Politiker und Bankmanager, von 1988 bis 2002 Abgeordneter des Landtags von Baden-Württemberg (SPD)
- 1963, Bernhard Nitsche, römisch-katholischer Theologe, Philosoph und Professor für Fundamentaltheologie und Religionsphilosophie an der Katholisch-Theologischen Fakultät der Universität Münster
- 1994, 9. Juni, Josefine Schlumberger, Winzerin. 67. Deutsche Weinkönigin (* im Ortsteil Laufen)

### Mit Sulzburg verbunden
- 1896, 5. Juni, Martel Schwichtenberg, † 1945 in Sulzburg, Malerin und Grafikerin
- 1971, 11. Juni, Douce Steiner, Sterneköchin im Sulzburger Hirschen und erste weibliche Preisträgerin in Deutschland des Titels „Koch des Jahres“ von Gault-Millau